# Pharneuptychia pharnaces
Pharneuptychia pharnaces är en fjärilsart som beskrevs av Gustav Weymer 1911. Pharneuptychia pharnaces ingår i släktet Pharneuptychia och familjen praktfjärilar. Inga underarter finns listade i Catalogue of Life.